# Chaetodiadema granulatum
Espèce
Chaetodiadema granulatum est une espèce d’oursins (échinodermes) réguliers très aplatis de la famille des Diadematidae.

## Caractéristiques
Ce sont des oursins dits « réguliers » : ils sont caractérisés par un test (coquille) de forme ronde, et presque uniformément couvert de radioles (piquants) réparties sur tout le corps, mais plus longues sur la partie supérieure. La bouche (appelée « péristome ») se situe au centre de la face inférieure (dite face « orale »), et l'anus (appelé « périprocte ») à l'opposé, soit au sommet du test (à l'« apex » de la face aborale).
Leur test est assez souple et très aplati (ce ne sont pourtant pas des « oursins plats », terme réservé aux Irregularia).

Les tubercules primaires sont perforés et crénulés.

Sur la face orale, la tuberculation est réduite à une granulation fine et dense, à laquelle l'espèce doit son nom.

Les radioles sont longues et fines, légèrement aplaties et creuses.
Cette espèce ressemble énormément à Astropyga radiata, mais a des radioles plus longues et plus fines, le test plus petit et plus aplati, les radioles orales moins différenciées, et des iridophores plutôt sous forme de lignes que de points.

Test préservé
Face orale

## Habitat et répartition
Ces oursins sont assez largement répartis dans le bassin Indo-Pacifique tropical, en-dessous de 45 m de profondeur, sur substrats mous (vase ou sable).

## Systématique
L'espèce fut décrite en 1903 par  Theodor Mortensen, comme espèce-type du genre Chaetodiadema.

## Publication originale
- (en) Theodor Mortensen, « Chaetodiadema granulatum n. g., n. sp., a new diadematid from the Gulf of Siam », Videnskabelige Meddelelser fra Dansk naturhistorisk Forening i København, vol. 5,‎ 1903, p. 1-4 (lire en ligne).